# تود كيلمان
تود كيلمان هو لاعب هوكي الجليد كندي، ولد في 5 يناير 1975 في كالغاري في كندا.

## وصلات خارجية
- تود كيلمان على موقع دوري الهوكي الوطني (الإنجليزية)
- تود كيلمان على موقع EliteProspects.com (الإنجليزية)
- تود كيلمان على موقع HockeyDB.com (الإنجليزية)